# Ковш, Николай Петрович
Никола́й Петро́вич Ковш (22 января 1965, Москва) — советский и российский велогонщик, серебряный призёр Олимпийских игр.

## Карьера
На Олимпиаде в Сеуле Николай выиграл серебряную медаль в спринте, уступив лишь немцу Лутцу Хесслиху. На Играх 1992 года в составе Объединённой команды в спринте Ковш занял 7-е место.
На чемпионате мира в 1989 году Николай выиграл бронзу в спринте среди любителей.